# Dvorac Califfi na Ugljanu
Dvorac Califfi sagrađen je u 17. stoljeću na otoku Ugljanu, nalazi se u istoimenom mjestu Ugljan (Gornje Selo).
Dvorac je izgradio veleposjednik iz obitelji Califfi Jacobo u 17. stoljeću. Njime je upravljala obitelji Beršić (Bercich - Brčić), po kojoj se kasnije i naziva. U Drugom svjetskom ratu je razoren. 1996. dvorac je restauriran i nosi ime Dvor Krešimir Ćosić po košarkašu svjetskog glasa.